# Lauterbourg
Lauterbourg (em alemão:  Lauterburg) é uma comuna francesa na região administrativa de Grande Leste, no departamento de Baixo Reno, situada próximo à fronteira alemã e na confluência do rio Lauter e do Reno. Ela é, assim, a cidade mais oriental da França metropolitana. Estende-se por uma área de 11,25 km². Em 2010 a comuna tinha 2 344 habitantes (densidade: 208,4 hab./km²).